# Majellula
Majellula là một chi nhện trong họ Thomisidae.